# Українці в Грузії
Українська діаспора в Сакартвело.

## Історія
Стародавній літопис свідчить, що знайомство українського й картвельського народів відбулося ще в Х-XI століттях. У взаємному зацікавленні та зближенні двох народів велику роль відіграли політичні, воєнні, релігійні та інші фактори.
Поява перших українців, які поселилися в Сакартвело, відноситься до другої половини XVIII століття, коли російська цариця Катерина II розігнала непокірну Запорозьку Січ. Тоді чимало козаків були змушені тікати на Південь, а частина з них опинилася в Сакартвело. У другій половині XIX століття в Сакартвело відбулися події, які привели до появи вільних земельних територій i, зокрема, в Абхазії. Внаслідок їх заселення тут з'явилися російські, українські, вірменські, грецькі та інші села.
За даними першого загального перепису населення російської імперії 1897 року, на території Сакартвело мешкало близько 8,5 тисяч українців, з яких близько 64 % у містах, а 36 % у сільській місцевості. Притік українського населення до Сакартвело не стихав і продовжувалося переселення українців різних верств, у тому числі й інтелігенції. З 1866 року до самої смерті у 1914 році в тут мешкав український педагог, археолог та етнограф Олександр Стоянов, який був директором Кутаїської гімназії, провадив етнографічні та археологічні дослідження у Сакартвело та відстоював права картвельської мови та культури.
Із середини XIX століття у Тбілісі існувала невелика українська колонія. У 1917 тут відбувся Український Військовий з'їзд, на якому було створено Українську Військову Раду Закавказзя й Українську Раду в місті Тбілісі.
Влітку 1917 року у м.Горі засновано Українську Громаду на чолі із Швиндиним, Солукою та Борщем чисельністью близько 100 осіб. 31 липня 1917 року вони організували театральну виставу, виручку від якої передали на Український Національний Фонд.

З 1926 року починається новий, насиченіший етап переселення українців до Сакартвело. Він охоплює роки довоєнних п'ятирічок. Цьому сприяли високі темпи розвитку господарства, промисловості, розширення мереж курортних установ і залучення до цього значної кількості кваліфікованих спеціалістів з України.

## Сьогодення
У 1992 створену Асоціацію Українців — мешканців Сакартвело.
У 2001 в Тбілісі відбувся Форум представників українських організацій в Сакартвело. Форум створив Координаційну Раду Українців Сакартвело. Однією зі знакових подій останніх років для української діаспори в Сакартвело стало відкриття Першої української школи імені Михайла Грушевського. Школа фінансується з бюджету Сакартвело. Програма у школі — українська. Міністерство освіти і науки України надіслало з Києва букварі, підручники, методики, карти. Випускники отримують два дипломи про середню освіту — українського та картвельського зразків (на даний час 2016 рік, школа втратила статус Української).
З 2010 учні Міжнародної школи Сакартвело мають змогу вивчати українську як у обсязі необов'язкового курсу, так і з можливістю складання іспитів за вимогами програми міжнародного бакалаврату «IB Diploma Programme» на рівні «UKRAINI A LIT».
З 2001 року Картвело-український будинок преси та книги, очолюваний Валентиною Марджанішвілі, видає газету «Український вісник». Валентина Василівна також стала автором і видавцем першого грузино-українського розмовного словника.
При посольстві України в Сакартвело діють курси з вивчення української мови, які організовано для людей, що бажають вивчити її для роботи або для себе.
2014 після початку конфлікту 7 квітня 2014 року на сході України та анексї Криму Росією, почалася чисельна хвиля еміграції українців до Сакартвело.
2015 року у квітні було зареєстровано організація «Форум Українців Грузії».

## Українські громадські організації Сакартвело
- Культурно-просвітнє товариство українців «Славутич»
- Міжнародний український Центр дружби і культури «Світлиця»
- Товариство українців м. Зугдіді «Олеся»
- Товариство українців м. Каспі «Червона калина»
- Картвело-українська культурно-просвітня асоціація «Дружба»
- Картвело-Українська асоціація «Дружба»
- Картвело-українське культурно-просвітнє товариство ім. Лесі Українки
- Українська Жіноча Рада Сакартвело
- Некомерційна організація Форум Українців Грузії